# 林恩·哈瑞爾
林恩·哈瑞爾（英語：Lynn Harrell；1944年1月30日—2020年4月27日），美國古典大提琴家。

## 生平
1944年出生在紐約市，父母都是音樂家：他的父親是男中音麥克·哈瑞爾，他的母親瑪喬里·麥卡利斯特·富爾頓（1909至1962年）是一個大提琴家。

## 外部連結

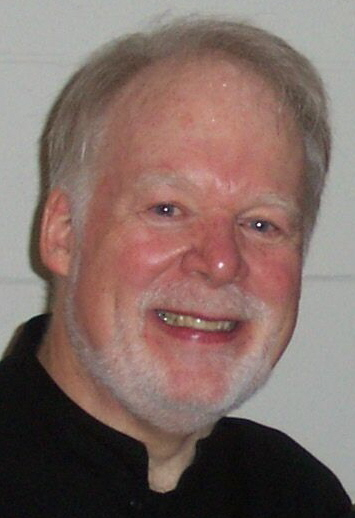

- Conversation with Lynn Harrell （页面存档备份，存于）
- Flying Inkpot Conversation with Harrell
- There's always room for cello. （页面存档备份，存于） Lynn's blog, starting 9/1/2009